# Max Dehn

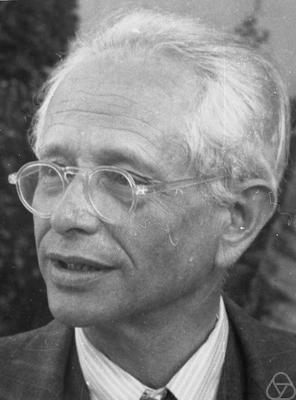
Max Dehn omstreeks 1945

Max Dehn (Hamburg, 13 november 1878 – Black Mountain, 27 juni 1952) was een Duits wiskundige en een student van David Hilbert. Hij is het meest bekend voor zijn werk op het gebied van de meetkunde, topologie en de meetkundige groepentheorie. Onder Dehns studenten bevonden zich Ott-Heinrich Keller, Ruth Moufang, Wilhelm Magnus en de kunstenares Dorothea Rockburne.

## Werk en leven
In 1899 bestudeerde hij aan de Georg-August Universiteit van Göttingen met Hilbert de grondslagen van de meetkunde. In deze periode wist hij wist een bewijs te vinden voor de Jordan-krommestelling voor veelhoeken. In 1900 schreef hij zijn proefschrift over de rol van de Legendre hoeksomstelling in de axiomatische meetkunde.
Van 1900-1911 was hij medewerker en onderzoeker aan de Universiteit van Münster. In zijn habilitatie aan de Universiteit van Münster loste hij in 1900 het derde probleem van Hilbert op, door de introductie van wat later als Dehn-invarianten werd aangeduid.
Dehns interesses gingen later uit naar de topologie en combinatorische groepentheorie. In 1907 schreef hij samen met Poul Heegaard het eerste boek over de grondslagen van de combinatorische topologie, die toen bekendstond als analyse situs. Ook in 1907 beschreef hij de constructie van een nieuwe homologiesfeer. In 1908 geloofde hij een bewijs voor het Poincaré-vermoeden had gevonden, maar Tietze vond een fout in dat bewijs.
In 1910 publiceerde Dehn een artikel over drie-dimensionale topologie, waarin hij de Dehn-chirurgie introduceerde. Deze gebruikte hij vervolgens om homologiesferen te construeren. Hij stelde ook het lemma van Dehn op, maar in zijn bewijs werd door Hellmuth Kneser in 1929 een fout gevonden. Het resultaat werd in 1957 door Christos Papakyriakopoulos bewezen. Het woordprobleem voor groepen, ook wel het probleem van Dehn genoemd, werd door hem in 1911 opgesteld.
In 1912 vond Dehn wat nu bekendstaat als het algoritme van Dehn. Hij gebruikte dit algoritme in zijn werk over de woord- en conjugatieproblemen voor groepen. Het idee van een Dehn-functie in de meetkundige groepentheorie, die in een eindig gepresenteerde groep een schatting geeft van de oppervlakte van een relatie in termen van de lengte van die relatie, is ook naar hem vernoemd. In 1914 bewees hij dat linker- en rechter klaverbladknopen niet gelijkwaardig zijn. In de vroege jaren 1920 introduceerde Dehn het resultaat dat bekend zou komen te staan als de stelling van Dehn-Nielsen; het bewijs zou in 1927 door Jakob Nielsen worden gepubliceerd.
In 1922 volgde Max Dehn in Frankfurt Ludwig Bieberbach op. Aan dit instituut bleef hij verbonden totdat hij in 1935 gedwongen werd om zijn ontslag in te dienen. Hij bleef tot januari 1939 in Duitsland. In die maand vluchtte hij naar Kopenhagen en vervolgens naar Trondheim in Noorwegen, waar hij een baan vond bij het Noorse Instituut voor de Technologie. In oktober 1940 verliet hij Noorwegen om via Siberië en Japan naar de Verenigde Staten te vertrekken (de Atlantische oversteek werd eind 1940 als te gevaarlijk beschouwd).
In Amerika kon Dehn een betrekking vinden aan de Idaho Southern University (nu Idaho State University). In 1942 vond hij een baan aan het Illinois Institute of Technology en weer een jaar later in 1943 begaf hij zich naar het St. John's College in Annapolis in Maryland. In 1945 ten slotte verkaste hij naar Black Mountain College, waar hij de enige wiskundige was. Hij en zijn vrouw hadden regelmatig lange ontbijten met Buckminster Fuller en diens vrouw.
Hij stierf in 1952 in Black Mountain in de Amerikaanse staat North Carolina.